# Hermann Zopff
Hermann Zopff (Glogau, 1826 - Leipzig, 1883) fou un compositor alemany.
Va prendre part molt activa en la vida musical alemanya com a musicòleg, teòric, editor, director d'orquestra i professor de cant.
Fecund compositor, el llarg catàleg de les seves obres compren des del petit lied fins a les més vastes composicions polifòniques i dramàtiques, figurant entre aquestes últimes les òperes:
- Carloman
- Muhammed
- Judes Macabeus
- Constantin

En les seva època foren molt celebrats:
- Tell, poema simfònic,
- Un Idil·li, per a petita orquestra.
- Traum am Rhein, poema,

## Obres teòriques
- Ratschläge für angehende Dirigenten,
- Grundzüge einer Theorie der Oper,

També publicà un excel·lent mètode de cant amb consells pràctics per a la conservació de la veu.